# Montpellier Castelnau Volley Université Club 2020-2021 (maschile)
Questa voce raccoglie le informazioni riguardanti il Montpellier Castelnau Volley Université Club nelle competizioni ufficiali della stagione 2020-2021.

## Organigramma societario
Area direttiva
- Presidente: Jean-Charles Caylar

Area tecnica
- Allenatore: Olivier Lecat
- Allenatore in seconda: Romain Guy

## Rosa
| N° | Nome              | Ruolo | Data di nascita  | Nazionalità sportiva |
| -- | ----------------- | ----- | ---------------- | -------------------- |
| 1  | Javier González   | P     | 21 gennaio 1983  | Italia               |
| 2  | Mathieu Vol       | L     | 26 maggio 2001   | Francia              |
| 3  | Thomas Gill       | P     | 3 agosto 2000    | Francia              |
| 4  | Kévin Kaba        | C     | 8 giugno 1994    | Francia              |
| 5  | Tom Bartuzel      | P     | 14 giugno 2002   | Francia              |
| 6  | Danny Demyanenko  | C     | 13 luglio 1994   | Canada               |
| 8  | Joachim Panou     | S     | 27 agosto 1997   | Francia              |
| 9  | Nicolas Méndez    | S     | 2 novembre 1992  | Italia               |
| 10 | Ryan Sclater      | O     | 10 febbraio 1994 | Canada               |
| 11 | Isaac Panou       | O     | 26 marzo 2002    | Francia              |
| 12 | Quentin Grosnon   | L     | 28 ottobre 2001  | Francia              |
| 13 | Ezequiel Palacios | S     | 2 ottobre 1992   | Argentina            |
| 14 | Nicolas Le Goff   | C     | 15 febbraio 1992 | Francia              |
| 16 | Alexis González   | L     | 21 luglio 1981   | Argentina            |
| 18 | Romain Richand    | P     | 9 maggio 2002    | Francia              |
| 19 | Zahiane Quellec   | S     | 15 agosto 2001   | Francia              |
| 20 | Julien Lecat      | S     | 14 maggio 1999   | Francia              |